# Wamitaksar
Wamitaksar (en népalais : वामीटक्सार) est un comité de développement villageois du Népal situé dans le district de Gulmi. Au recensement de 2011, il comptait 6 359 habitants.